# Geländer (Schernfeld)
Geländer ist ein Ortsteil der oberbayerischen Gemeinde Schernfeld im Landkreis Eichstätt.

## Geographische Lage
Die Einöde liegt auf der Hochfläche der Fränkischen Alb zwischen Weißenburg und Eichstätt, nahe der Bundesstraße 13 auf der Gemarkung Workerszell in einer Waldlichtung.

## Ortsname
Der Name leitet sich von der Waldflur Geländer ab.

## Geschichte
Um 1650 wurde Geländer als Pferdegestüt der Fürstbischöfe zu Eichstätt erstmals urkundlich erwähnt. Nach der Säkularisation wurde es bis 1908 als Königlich Bayerisches Forsthaus geführt. Im selben Jahr übernahmen es Josef und Kreszentia Feierle aus Workerszell und eröffneten einen Getränkeausschank. Daraus wurde im Lauf der Zeit ein Waldgasthof mit Hotel, der mittlerweile in der dritten Generation betrieben wird.
Bis zur Gemeindegebietsreform ein Ortsteil von Workerszell, wurde der Ort am 1. Mai 1978 nach Schernfeld eingegliedert.